# 소노이 케이코
소노이 케이코(일본어: 園井 恵子 소노이 게이코[*], 1913년 8월 6일~1945년 8월 21일)는 일본의 배우로, 1930년대와 1940년대 전원 여성으로 구성된 다카라즈카 가극단의 일원이었다. 대표작은 1943년 전쟁 영화 "무호마츠의 일생"의 요시오카 부인 역이다. 1942년 다카라즈카를 탈퇴한 뒤 신게키 극단 구라쿠자로 이적하였으며, 유랑극단 사쿠라타이에서 신게키 순회 공연 활동을 하던 중 1945년 히로시마 원폭 투하로 인한 피폭으로 사망하였다.
사쿠라타이의 운명은 이후 극작가인 이노우에 히사시가 연극으로 각색하여 공연하였으며, 신도 가네토 감독이 장편 영화로도 제작하였다.
소노이 케이코는 오랫동안 신게키 연극 활동에 대한 열망이 있던 것으로 보이지만, 부모와 형제자매를 경제적으로 부양해야 할 책임이 컸다. 만화가 데즈카 오사무는 어렸을 적에 다카라젠느 소노이 케이코의 동네 이웃이자 팬이었으며, 만화 "우주소년 아톰"은 1942년 4월부터 5월까지 상연된 연극 "피노키오" 속 소노이 케이코의 연기에 영향을 받은 것으로 보인다.

## 생애

### 어린 시절

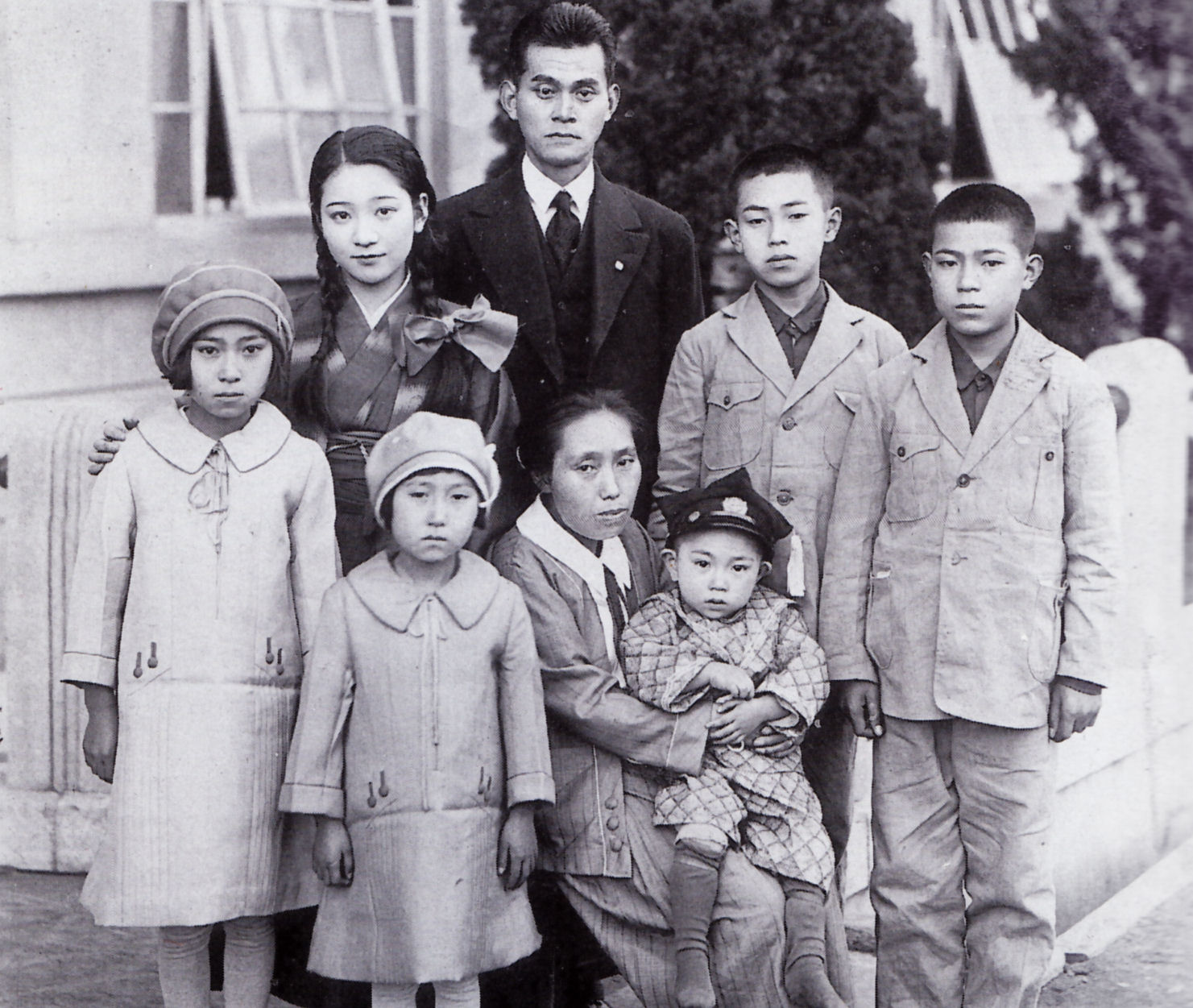
1931년 삼촌인 다스케 가족과 함께 사진을 찍은 소노이 케이코

소노이 케이코는 1913년 8월 6일 이와테현 이와테군 마쓰오촌에서 아버지 하카마다 세이기치와 어머니 가메 사이에 장녀로 태어났으며, 본명은 하카마다 토미(袴田 トミ)였다. 부모는 과자를 제조하고 판매하는 사업을 하였고, 조부는 마쓰오촌의 초대 촌장을 역임하였다. 이듬해 조부가 사망하면서 일가가 각각 독립된 점포를 차리게 되었고 토미는 부모와 함께 가와구치촌으로 이사하였다. 이후 이와테 여자 사범 부속 소학교 고등과에 다니기 위해 삼촌 하카마다 다스케의 가족이 사는 모리오카시의 집에서 지내게 되었다. 삼촌이 오타루시로 이주하게 되면서 1927년 오타루 고등여학교에 입학하였다.
호적에 공식적으로 등록된 그의 본명은 "토미"였다. 어린 시절 자신의 이름이 가부키 연극 "기라레요사"(切られ与三)의 대사 "이야사, 오토미"(いやさ、お富)로 놀림을 받자 다카라즈카 극단에서는 "히데코(英子)"라는 이름만으로 활동하였다. 나중에는 "마사요(真代)"라는 이름을 사용하였고, 죽기 나흘 전 쓰여진 마지막 편지에도 이 이름으로 서명하였다.

### 다카라즈카 음악가극학교
소노이 케이코는 소학교 3학년 때 소녀 잡지를 통해 전원 여성으로 구성된 다카라즈카 가극단의 존재를 알게 되었다. 소학교 고등과를 졸업할 무렵이 되어 가극단에 입단하고 싶었으나 어머니가 반대하면서 무산되었다. 오타루의 고등학교에 다니는 동안 그는 일생 처음으로 가극을 볼 기회를 잡았고, "다카라즈카 소녀 가극의 자매 단체 극단"의 "소녀 가극같은 것"을 보게 되었다. 중고 서점에서 다카라즈카 가극단의 기관지 "가극"(歌劇)을 발견해 읽기도 하였다. 다카라즈카에 들어가겠다는 그의 결심은 굳건하였다. 소노이 케이코는 2학년 1학기를 끝낸 1928년 7월에 다니던 학교를 자퇴한 뒤 고향인 가와구치촌으로 돌아갔고, 부모와 친척들의 반대를 무릅쓰고 단신으로 오사카를 찾아가 다카라즈카 음악가극학교의 입학 시험에 합격하여 1929년 3월 다카라즈카 음악가극학교에 진학하였다. 당시 정규 입학 시험은 종료되고 입학식 또한 끝났으나 특별 시험을 거쳐 입학을 인정 받아 예과에 편입하였다. 학생 시절 별명인 "하카마"는 성씨인 하카마다에서 따왔으며, 기숙사 룸메이트인 사쿠라 히사코와 매우 친밀한 사이였다. 예과 때에는 평범한 학생이었다는 평도 있으나 당시 본과를 졸업한 후지노 다카네는 "착실하다"는 평가를 받은 예과생 중 카미요 니시미(1948~1951년 성조 톱스타), 사쿠라 히사코와 함께 유난히 눈에 띄는 존재였다고 회고하였다.

#### 신극 진출의 복선
다카라즈카가 소노이 케이코의 유일한 꿈이었다는 위의 설명과는 달리 일부 출처에서는 그의 진로에 대해 다른 관점을 가지고 있다. 고등학생 소노이가 오타루의 거리에서 상연된 쓰키지 소극장의 프롤레탈리아 신게키를 관람한 뒤 신게키 배우가 되어 연기하는 것을 진정한 숙원으로 품게 되었다는 것이다. 그러나 신게키 배우 활동으로는 경제적 어려움이 따를 것을 염려하여 다카라즈카 학교 진학을 결정하게 되었다. 소노이는 입학 첫 해인 예과생 시절에 받는 월급 10엔(또는 15엔) 대부분을 가족에게 송금하였다.
쓰키지 소극장의 주연 중 한 명은 마루야마 사다오였는데, 실제로 훗날 소노이 케이코는 마루야마의 극단에서 신게키 배우로 활동하였다.

### 다카라즈카 가극단 시절
다음 해 1930년 소노이 케이코는 본과생이 되어 극단 제19기생 화조에 편입되었다. 당시 예명은 "카사누이 키요노"(笠縫 清乃)였다. 같은 해 4월부터 상연된 레뷰 "봄의 춤"(春のをどり)에서 첫 무대 데뷔를 하고 12월에 예명을 "소노이 케이코"로 바꾸었다.
1931년 3월 말 음악가극학교를 졸업하고 월조에 배치되었다. 같은 해 8월, 시라이 데스조 연출의 "잭과 콩나무" 초연날 다카치호 미네코가 갑자기 쓰러지면서 예정에 없던 소노이가 대역으로 출연하게 되었다. 그는 30분만에 대사를 기억하고 연기하여 호평을 받았다. 10월에는 "라일락 타임"에서 문지기 할머니 역을 호연하였고, 다카라즈카 가극단을 설립한 고바야시 이치조는 소노이를 "올해 가장 큰 수확"이라고 칭송하였다. 이후 배역운이 좋아 희극적인 역할을 중심으로 마님 역, 할머니 역 등 안되는 역할이 없다고 할 정도로 다양한 재주를 가진 명품 조연으로서의 입지를 굳혀갔다. 친했던 사쿠라 히사코, 야시로 케이코, 아시하라 구니코는 모두 소노이의 호연작으로 주인공의 어머니 로즈 역을 맡은 "아를의 여인"(1934년)을 꼽았다. 당시 대흥행을 기록한 이 작품은 이후 전국에서 다카라즈카 극장이 개장할 때마다 신축 극장의 첫 공연작으로 선정되었다.
소노이는 1938년부터 새롭게 설립된 다카라즈카 영화에도 배우로 참여하였다. 전쟁으로 시국이 악화되면서 폐쇄되는 1941년까지 "국군여학생", "산과 소녀", "설앵초", "남십자성" 등의 영화에 출연하였다.

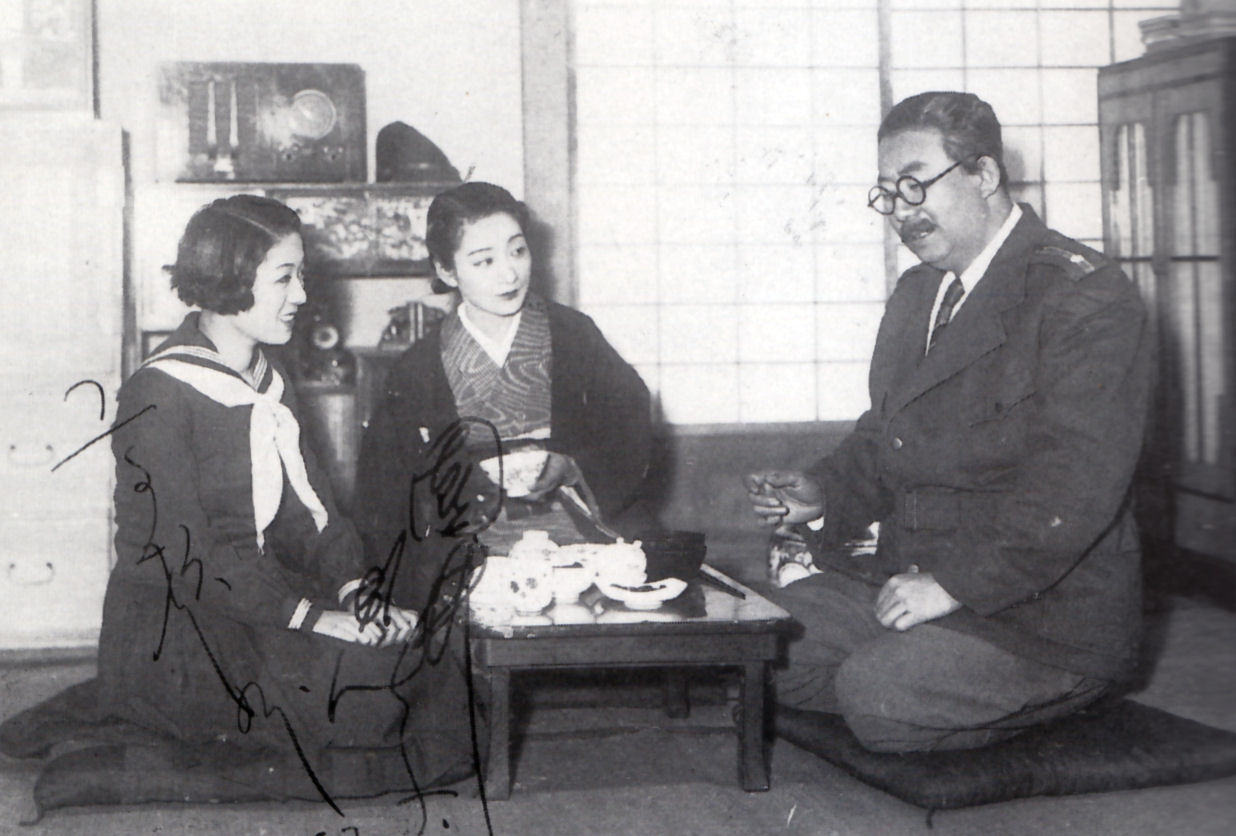
1942년 후라카와 로파 극단의 "우리집의 행복" 출연 당시. 왼쪽부터 다카스기 다에코, 소노이, 후루카와 로파

1942년 1월에는 후루카와 로파의 극단 무대에서 도호의 다카미네 히데코와 함께 객연하였다. 공연장은 도쿄 히비야의 유라쿠자로, 도쿄 다카라즈카 극장 회사(도호의 전신)가 운영하는 극장이었다. 당시에는 다카라즈카 현역 생도의 첫 외부 출연으로 화제가 되었다. 이것은 로파 극단의 극작가 기쿠타 가즈오가 소노이가 1940년 출연한 연극 "적십자기는 나아간다"를 아주 좋아한 것이 계기가 되어 그를 발탁한 것이었다. 이 무렵 소노이는 이미 신게키 전향에 뜻을 두고 있었고, 도쿄 다카라즈카 극장 사장 요시오카 쥬자부로에게 "당신은 쓰키지와 같은 연극을 하고 싶다고 하는데, 그것도 좋은 방법이지만, 당분간은 로파 무대에서 계속 연기하는 것이 어떨까 한다"라는 서신을 받기도 하였다. 그러나 결국 그 해 주연한 "피노치오"(4~5월 다카라즈카 대극장, 8~9월 도쿄 다카라즈카 극장)를 마지막으로 소노이는 다카라즈카를 탈퇴하였다. 이 작품에서 극본을 담당한 우쓰미 시게노리는 소노이가 주연으로 발탁된 것에 대해 "놀랐다"라고 술회하고 있지만, 원래 주연을 맡을 예정이었던 카스가노 야치요가 소노이의 탈퇴 의사를 알고 있어 극단과 교섭하여 배역을 양보한 것으로 전해지고 있다. 우쓰미 시게노리의 부인 우쓰미 아키코(전 다카라즈카 가극단 가코 마치코)에 따르면 극단은 소노이의 탈퇴를 반대하였으나 소노이는 퇴직금조차 사양하고 탈퇴를 강행하였다.

### 데즈카 오사무
데즈카 오사무가 자란 집은 효고현 다카라즈카시에 위치하였는데, 다카라젠느 몇명이 살던 가게키나가야라고 부르는 집들 가운데 있었다. 데즈카의 기억으로 소노이는 이 집과 같은 변두리에서 살고 있었다. 데즈카는 "만화 "리본의 기사"는 완전한 다카라즈카의 향수입니다"라고 술회하였으며, 다카라즈카의 연극 "피노치오"(소노이 주연)의 열렬한 팬인 것이 "우주소년 아톰"에도 영향을 준 것으로 추정된다.

### 다카라즈카 시절의 생활고
다카라즈카 가극에는 부유한 집안의 여식이 많았지만, 하카마다 가문은 여유있는 집안이 아니었던 지라 다카라즈카 시절 초기의 소노이는 경제적으로 궁핍하였던 것으로 여겨진다. 고바야시 이치조의 수필에 따르면 다카라즈카 음악가극학교에 들어가기 전 소노이는 "저는 부모형제를 부양해야 하는데 가극에 들어가면 얼마를 받을 수 있나요?"라고 학교의 사감에게 물어보았다고 한다. 예과생 시절에는 다른 학생들이 부모에게 학비를 받던 것과 다르게 극단에서 매월 지급하는 15엔으로 생활하였다. 본과생이 된 1930년에는 아버지가 연대보증인으로 있던 신탄회사가 도산하면서 가족이 파산하게 되었고, 일가가 다카라즈카로 이주하여 소노이에게 의지하게 되었다. 소노이는 병약한 아버지를 대신하여 다카라즈카 대극장에서 일자리를 얻은 여동생과 함께 가족의 생계를 책임져야 하였다. 1935년, 소노이의 사정을 알게 된 고바야시 이치조는 효도와 노력을 포상하는 편지와 함께 100엔을 건내며 소노이를 격려하였다.

### "무호마츠의 일생" 출연

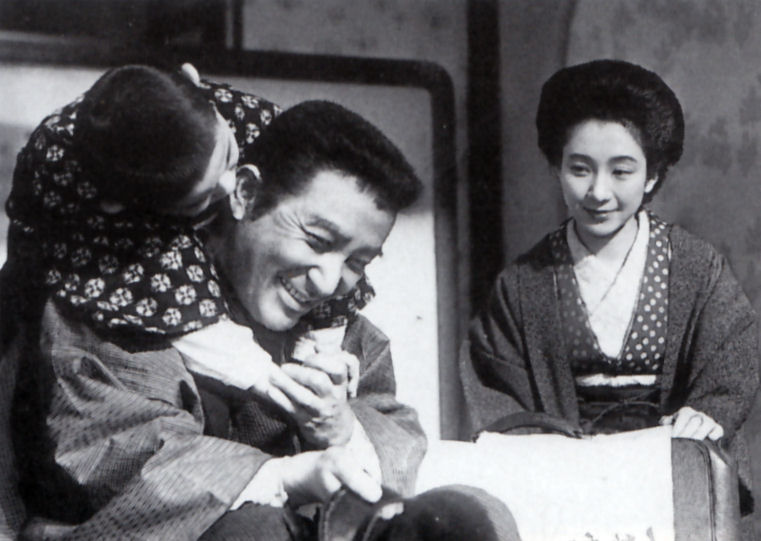
"무호마츠의 일생" 스틸컷. 왼쪽은 마츠고로 역의 반도 쓰마사부로, 아역 사와무라 아키오

1943년 소노이 케이코는 당대 최고의 스타였던 반도 쓰마사부로의 상대 역할인 요시오카 부인 역으로 영화 "무호마츠의 일생"에 출연하게 되었다. 요시오카 부인 역에는 당초 미즈타니 야에코, 이리에 다카코 등이 후보로 거론되었으나 두 명의 소속사에서 이를 거절하였으며, 다음 후보였던 사요 후쿠코도 임신으로 인해 출연이 불가하다고 알렸다. 제작진이 "너무 많이 움직이지 않는 역이고, 어쨌든 한 번은 만나고 싶다"라고 끈질기게 설득하여 양자 대면의 자리가 만들어졌으나 사요는 이미 부른 배를 보여주며 "나보다 딱이라고 생각한다"라며 소노이를 소개하였다. 이때 소노이는 아스피린 중독으로 인해 습진이 생겨 마스크를 한 상태로 이나가키 히로시 감독과 만났다. 감독이 소노이를 따로 별실로 데려가 마스크를 벗어달라고 재촉하였지만, 소노이는 "지금 얼굴을 보여줘야 한다면 거절하겠습니다"라고 눈물을 흘리며 거부하였고, 그렇게 얼굴을 완전히 알지 못한 채 사요의 말만 믿고 캐스팅이 결정되었다.
촬영에 들어가면서 소노이는 첫 대면에서의 미덥지 못한 모습을 지운 채 진지하게 역할 연구에 노력하였다. 마쓰고로 역의 반도도 촬영하지 않을 때도 역할에 완전히 몰입하고 있었다고 말하였다. 이때의 아역 배우였던 사와무라 아키오(나가토 히로유키)가 결혼한다면 소노이같은 여자가 좋다고 말한 일화도 있다. 이나가키는 다음 신작의 출연에도 소노이를 타진하고 있었으며, 훗날 당시를 돌아보면서 "연기에 재능이 있는 사람이라기보다는 연기에 열성을 가진 사람이었다. 완전히 맡은 역할이 되어버린다고 말할 수 있는 기본을 확고히 갖춘 사람이었다"라고 평하였다.
완성된 "무호마츠의 일생"은 검열로 인해 10분 가량이 편집되었지만, 이나가키가 "이렇게 칭찬 받아도 괜찮을까 싶을 정도로" 호평을 받았으며, 소노이 또한 영화 배우로서 일약 스타덤에 올라 전국구로 이름을 알리게 되었다. 당시 영화의 흥행 수익은 구로사와 아키라 감독의 데뷔작 "스가타 산시로"를 제친 뒤 "이나의 간타로"에 이은 2위의 성적을 냈다. 이나가키는 시사회 후 소노이에게 보내는 편지에서 "뭔가 당신에게 적당한 역할이 있을 경우, 또 날아갈지도 모릅니다. 영화가 지긋지긋하더라도 적어도 내 작품에는 나와 주세요."라고 썼다. 소노이 자신은 후에 ""무호마츠" 때는 처음이라 상대 분도 많이 답답하게 생각하셨을텐데 부끄러워 죽겠다"라고 반성하면서도, 이나가키 감독과 미야카와 가즈오 촬영으로 다시 영화에 출연하기를 바랐다고 한다.
"무호마츠" 이후 다이에이는 소노이에게 전속 계약을 제안하였으나, 소노이는 "당분간 구라쿠자의 사람들과 무대를 수행하고 싶다"라며 거절하였다. 또한 1943년 4월 도호와의 계약 협상에 대한 편지도 남아있는데, 도호에서 급여와 출연 범위 제시, 구라쿠자나 영화 출연은 자유 등 구체적인 조건을 제시하였지만 소노이는 후원자인 나카이 시즈에게 보내는 편지에 급여와 출연 범위에 대한 불만을 표했으며, 이후 협상의 전개 내용은 알 수 없으나 결국 체결되지 않았다.

### 영화 출연 무산
"무호마츠의 일생" 후 다이에이는 마쓰다 사다쓰구 감독의 "거지 대장" 제작이 결정되었을 때 여자 주인공 배역 선정에 난항을 겪고 있었다. 때마침 다이에이기획부에 찾아온 이나가키 히로시가 이 이야기를 듣고 "소노이씨가 좋지 않느냐"라고 추천하였고, 가다오카 지에조 등도 이 제안에 동의하였다. 이나가키는 영화 "거지 대장"의 주연으로 소노이를 추천하였고, "무호마츠"에서의 그의 연기에 감탄한 야마모토 가지로도 각본을 준비하면서 캐스팅을 고려하였지만 모두 출연이 무산되었다. 당장 출연 제의를 하기 위해 소노이를 찾았지만 이미 사쿠라타이 순회공연에 나선 뒤라 순회공연 장소도 파악하지 못하였고, 결국 배역은 나카무라 요시코에게 돌아갔다.
야마모토 가지로도 소노이를 주연으로 섭외하려고 하였다. "무호마츠의 일생"에서 소노이의 연기에 감탄한 야마모토는 소노이에게 맞춘 각본을 준비하여 출연 섭외를 도모하였는데, 소노이는 당시 도쿄에 있었지만 사쿠라타이 소속이라 주소를 파악하고 있는 사람이 적었고 거처를 확인하지 못한 채 두 달이 지났다. 포기하려던 야마모토는 하라 세쓰코에게 대신 배역을 맡기려고 하였는데, 정확히 그 무렵에 소노이가 "공습이 격렬할 때에 긴 여행(유랑)을 하는 건 싫은데, 뭔가 영화 출연 자리같은 건 없는가"라며 도호 촬영소를 방문하였다. 직원이 "지금은 특별히 없다"라고 말하고 난 뒤 야마모토가 "소노이 케이코씨를 본 것 같은데, 뭔가 용무는 없습니까?"라며 확인하러 왔다. 야마모토는 "없습니까 할 상황이 아니구나"라고 말하며 허겁지겁 소노이를 만나려고 하였지만, 소노이는 이미 촬영소를 떠났고 결국 만나지 못하였다. 소노이는 그날 밤 다시 사쿠라타이 순회공연에 나섰고, 야마모토는 부득이하게 하라 세쓰코를 섭외하였지만, 이 영화 "쾌남자"는 촬영 도중 종전을 맞아 폐기되었다.
종전 후 야마모토는 "단 5분 차이로, 애석하게 천하의 명배우 두 명을 죽여버렸다"라고 아내인 지에코에게 사건의 전말을 밝혔는데, 그 일이 있던 당시에 지에코는 업무 협의차 소노이가 도쿄에 기숙하던 가와사키 나츠 저택을 매일같이 방문하였고, 소노이와도 번번히 얼굴을 마주치곤 하였다. 소노이의 팬이었던 지에코는 "정말로 아깝고 말고요 ... 왜 한마디도 해주지 않으셨나요?"라며 원망하였다고 하고, 야마모토는 "운, 불운을 이때만큼 곰곰히 무섭다고 생각해본 적이 없다"라고 술회하였다.

### 구라쿠자와 사쿠라타이 활동

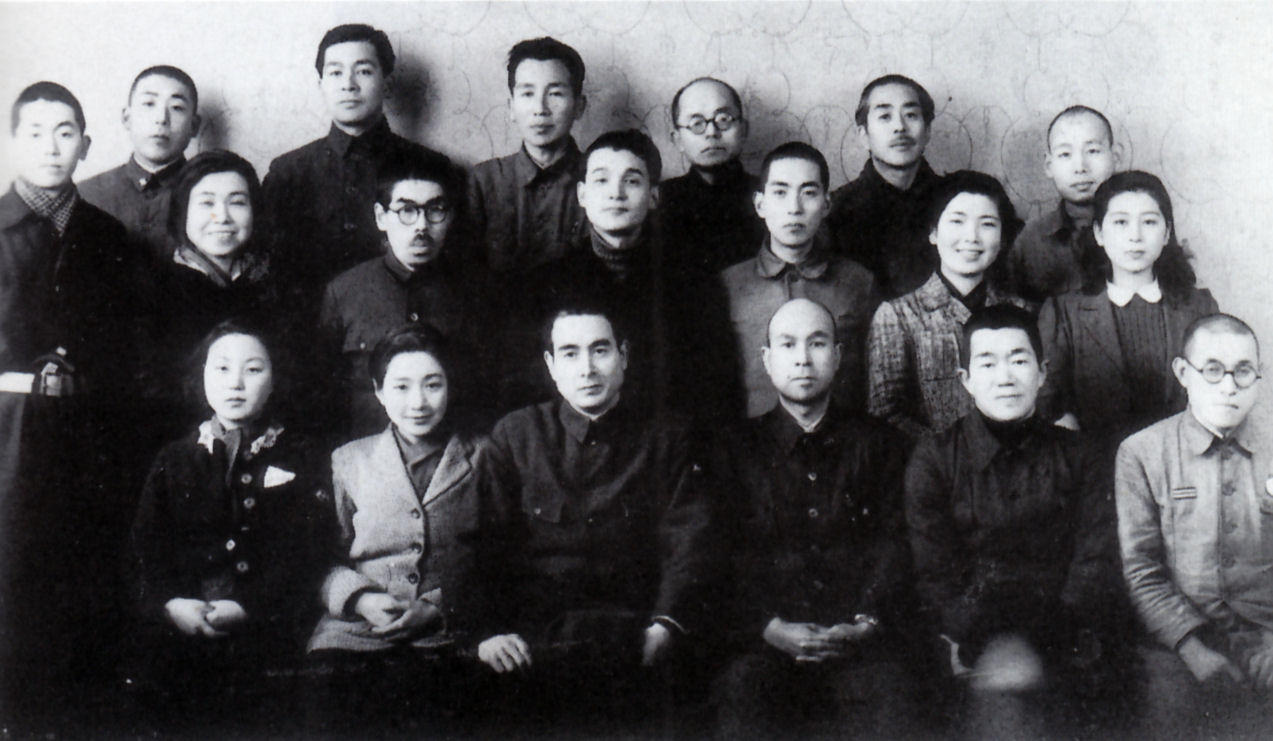
1945년 1월, 후지필름 아시카가 공장 공연에서 사쿠라타이의 기념 사진. 앞줄 왼쪽부터 시마키 쓰야코, 소노이 케이코, 나가타 야스시, 미상, 마루야마 사다오, 미상. 가운데줄 왼쪽부터 나카 미도리, 핫타 모토, 다타라 준, 이케다 세이지, 토네 하루에, 에모리 준코. 뒷줄 왼쪽부터 타카야마 쇼조, 미상, 구로가네 이치로, 도야마 요시오, 미즈타니 미에미, 히지카타 고헤이, 미상. 미상은 공장 관계자, 굵은 글씨는 피폭자.

"구라쿠자"(苦楽座)는 소노이가 다카라즈카를 탈퇴하기 약 2개월 전인 1942년 7월 8일에 타카야마 도쿠우에몬, 마루야마 사다오, 후지와라 게이타, 도쿠가와 무세이가 결성하였다. 그 해 12월 3일부터 창단 공연을 가졌고, 소노이는 여기에서 상연된 세 연극 중 "현관 목욕"(오자키 가즈오 원작)에 출연하였다. 이후 구라쿠자 공연에 지속적으로 참여하였다. 1944년에는 마루노우치방악좌에서 본 공연과 간사이 지방 순회 공연에서 무대판 "무호마츠의 일생"이 상연되었고, 소노이가 영화와 마찬가지로 요시오카 부인 역으로 출연하였다.
이 순회 공연은 1944년 12월에 끝났고, 구라쿠자 임원들은 이 무렵 도쿄에 대한 공습이 거세져 더 이상의 극단 활동이 어려울 것으로 보고 연말이나 연초에 해산을 결정하였다. 그 뒤에 간부 중 한 명인 마루야마 사다오가 지방 위문을 목적으로 한 새로운 극단 설립을 제안하였다. 소노이를 포함한 열두 명이 이 뜻에 동참하여 단원 열세 명과 직원 네 명의 총 열일곱 명이 구라쿠자이동대를 결성하여 일본이동연극연맹에 가입하였다. 이동대는 연극 "사자" 공연을 위해 이와테현 모리오카시의 쓰나기 온천에서 연습 훈련을 하였으며, 도중에 새로운 극단 이름이 제안되어 잠정적으로 "사쿠라타이"(桜隊)가 되었다. 이 이름이 정식 명칭이 되는 것은 1945년 6월 히로시마에 방문하고 나서였다.
이후 1945년 1월 말부터 3월까지 "사자"와 "태평양 방파제"로 간토 지방에 이어 히로시마에 순회 공연을 하였다. 간토에서는 공장 위문 공연을 주로 하였지만, 히로시마에서는 병원을 찾아가 부상병을 위한 위문 공연도 하였다. 3월 4일에 도쿄에 복귀하였지만, 10일 일어난 도쿄 대공습으로 부가 관할하는 주요 극장이 파괴되면서 사쿠라타이의 사람들도 보금자리를 잃게 되었다. 일본이동연극연맹에서는 도시를 순회하는 공연 형태가 불가능하다고 판단하여 소속 극단을 전국 각지로 피난시키고 각 지역에 상주하여 공연을 하기로 결정하였다. 사쿠라타이의 피난처는 히로시마현 히로시마시로 정해졌다. 중국 방향의 서쪽 지역과 두루 통해있다는 점, 또한 히로시마에 순회 공연을 갔을 때 많은 관객의 호응을 얻은 것이 단장 나가타 야스시와 마루야마 사다오가 이 도시를 선정한 요인이었다. 그러나 히로시마는 군사 도시로 유명했음에도 그때까지 뚜렷한 공습이 없어 오히려 위험시된 장소였고, 이 결정이 사쿠라타이 내부의 동요를 불러 일으켰다. 그 해 4월 소노이가 나카이 시즈에게 보낸 편지에도 히로시마 행을 거절하려고 했지만 주장할 수 없었다는 속내가 담겨있다.
(전략) 도쿄에 끝까지 머물러, 선생님 곁에서 공부하려고 했는데 히로시마로 극단이 피난을 하기로 결정되어 저도 함께 가게 되었습니다.
"살아가려면 지금 죽어도 후회없는 생활하여야 한다" 요즘 한창 잘 나가는 말인데, 정말 지금 죽어도 좋은 생활을 하는 사람이 몇이나 될까요? 일부러 자진하여 마침내 히로시마에 가게 되었습니다.
제가 도쿄에 남아있기 위해 히로시마행을 거절했더니 극단을 해산한다니 어쩌니 하면서 미요시 주로 선생께서도 "당신은 연극을 그만둘 사람이 아니다. 어쨌든 해라. 선발된 사람은 마지막까지 그만둬서는 안된다. 구라쿠자 모임이 없을 때도 나와 이야기하러 와라"라고 권하여 이틀 정도 생각한 끝에 나가타 씨에게 졌습니다.
마루야마 씨는 잠자코 복도에 앉아 있어, 고개를 숙이게 되었습니다.
앞으로는 마루야마 씨, 나가타 씨에게 끌려가는 것이 아니라, 제가 이끌어 가겠습니다. 부드럽고 강하게 고삐를 잡아 나가기로 했습니다. (후략)— "소노이 케이코 자료집 - 원폭이 앗아간 미완의 대여배우" pp. 143–144

사쿠라타이는 6월 22일 히로시마에 도착하였다. 이에 앞서 단장 나가타 야스시와 다타라 준이 징병을 위해 극단을 떠났으며, 극단에 소속된 사람은 직원을 포함하여 열네 명이었다. 이후 사쿠라타이는 사자, 산중달력, 일본의 꽃의 세 작품으로 히로시마에서 산인 지방까지 순회 공연을 하였다. 그 와중에 마루야마가 늑막염을 앓게 되면서 그 뒤 공연을 요시모토흥업계의 유랑극단 "산고자"(珊瑚座)에 맡기고 예정보다 빨리 히로시마로 돌아왔다. 이것이 사쿠라타이의 마지막 공연 활동으로, 소노이는 구라쿠자의 창단 공연에서부터 전 공연에 참여한 배우가 되었다.
히로시마에 복귀한 후 이케다 세이지가 공습을 당한 누마즈시에 두고 온 가족의 안부를 확인하고자 이탈하였고, 이 외에 세 명이 앞으로의 전망을 걱정하여 고향으로 돌아갔다. 또한 극단 사무장인 마키무라 고키치도 배우를 보충하기 위해 일시적으로 귀경하여 소노이를 포함한 아홉 명이 히로시마시 호리카와초 99번지 사무소에 남겨졌다. 소노이는 8월 2일 경부터 효고현 고베시의 나카이 요시오와 시즈 부부의 집에서 요양하였고, 극단 소집일을 하루 앞둔 5일까지 그곳에서 지낸 뒤 히로시마로 돌아갔다.

### 히로시마 원폭 투하 후 사망
소노이가 고베에서 돌아온 다음날인 8월 6일 오전 8시 15분, 미군이 점령한 티니언섬 기지에서 B-29 폭격기 이놀라 게이가 히로시마 상공에 원자 폭탄을 투하하였다. 이때 사쿠라타이 사람들은 아침 식사를 마치고 각자의 방으로 돌아간 상태였으며, 소노이는 나카이의 집에서 가져온 음식을 모두 먹으려고 쟁반을 들고 복도를 걷고 있었다.
폭발의 충격으로 소노이는 복도에서 마당으로 떨어져 정신을 잃었지만 곧 의식을 되찾았다. 건물 더미에 깔린 벽에서 기어나오자 타카야마 쇼조(타카야마 도쿠우에몬의 아들)가 쓰러진 것이 보였다. 타카야마는 발 끝에 경상을 입었으며 소노이는 외상이 없었다. 두 사람은 1km 정도 떨어진 히지야마로 대피하였다. 마루야마 사다오도 혼자 히지야마로 갔지만 도중에 넘어져 트럭에 실리면서 부상자 임시 수용소로 가게 되었다. 나카 미도리도 자력으로 사무소에서 탈출하였지만 몸 상태가 악화되어 교바시강에 빠졌고 선박 부대에 구조되어 도쿄로 보내져 동경제국대학부속병원에 입원하였다. 다른 단원 다섯 명은 이 당시에 실종되었으며 훗날 무너져 전소한 사무소 자리에서 백골 상태로 발견되었다. 폭심지는 사무소에서 서쪽으로 약 750미터 위치였다.

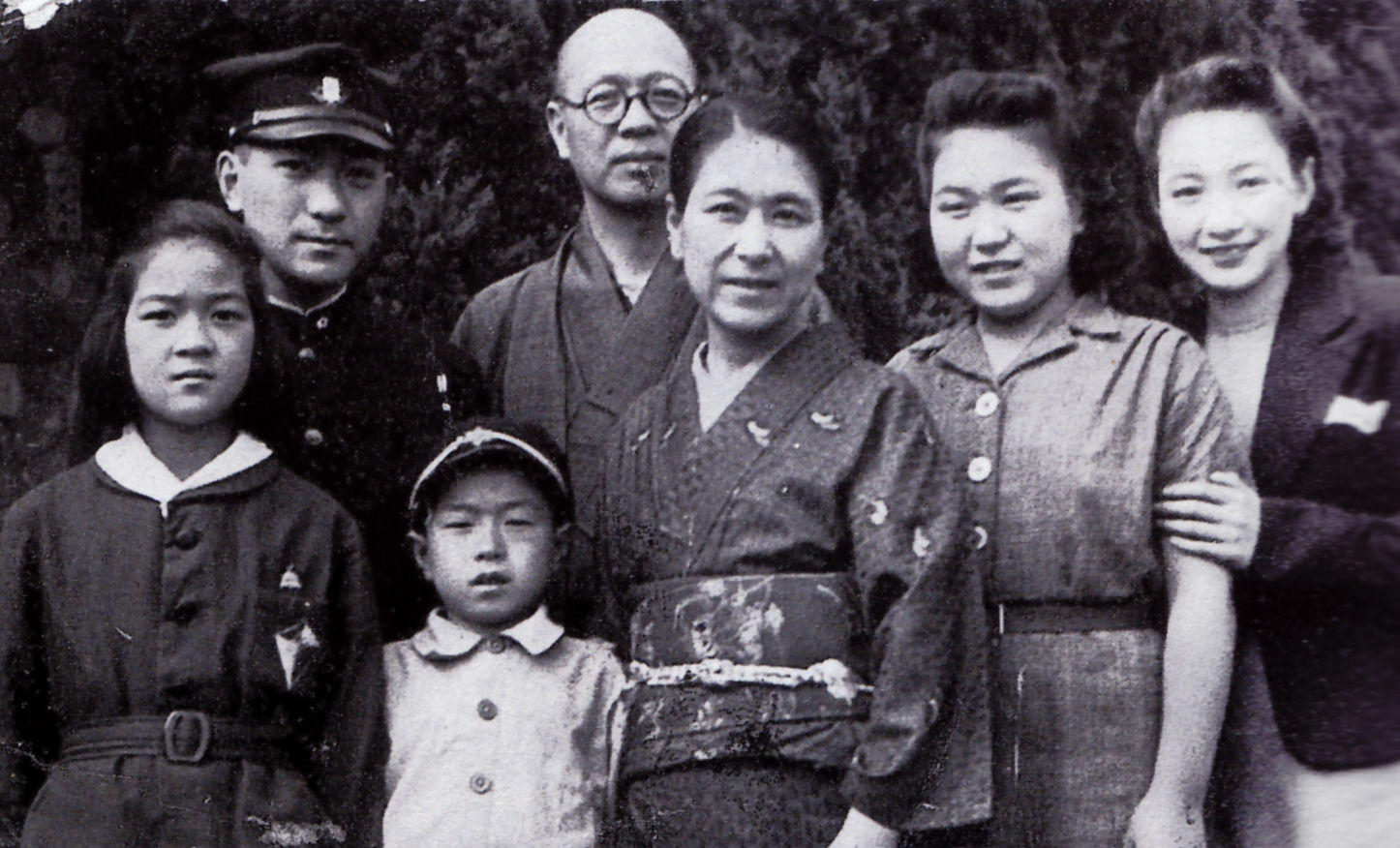
1943년 나카이 집안 사람들과 찍은 사진. 오른쪽부터 소노이, 나카이 미치코, 시즈, 요시오.

히지야마에서 하룻밤을 보낸 소노이와 타카야마는 다음날 가이타정의 지인 집으로 가서 8일 낮까지 지낸 후 철도가 복구된 것을 알고 고베로 돌아가 나카이 부부와 재회하였다. 이때 소노이의 모습은 얼굴과 옷이 꾀죄죄하고 발에는 한쪽에는 지카타비, 다른 한쪽에는 남성용 단화를 신은 "거지같은 모습"으로, 시즈는 처음에 소노이인 줄 몰라볼 정도였다고 한다. 훗날에 시즈가 이나가키 히로시에게 보낸 편지에 따르면 소노이는 "어머니, 살아났어요, 살아났어요."라고 말하며 시즈를 껴안았고 주위에서도 안도하고 서로 기뻐하는 분위기였다.
다음날부터 유난히 쇠약해진 타카야마의 간병을 시작한 소노이는 자신에게도 방사선 장애의 징후가 나타나기 시작했다는 것을 알게 되었다. 그는 8월 15일에 종전 소식이 알려지자 소노이의 안부를 걱정해 나카이가를 찾아간 우쓰미 아키코(예명이 가코 마치코인 다카라즈카 후배로, 극본가이자 연출가인 우쓰미 시게노리와 결혼)에게 "이제 마음껏 연극을 할 수 있어"라고 말하며 눈을 반짝이고 있었다고 한다. 17일에는 어머니 가메에게 어머니 가메에게 근황 보고와 향후의 재기를 맹세하는 편지를 보냈는데, 이것이 그가 생전에 마지막으로 쓴 글이 되었다.
그러나 소노이의 병세가 악화되면서 18일 밤 무렵에 머리카락이 조금씩 빠졌고, 19일에 고열이 발생하였다. 이후에 피하출혈, 하혈과 같은 방사선 장해 증상이 차례차례로 가시화되면서 급격하게 몸이 쇠약해졌다. 19일에 핫타 모토가 소노이의 거처를 알아내 찾아왔다. 소노이는 간씨(마루야마 사다오)의 안부를 알고자 했지만 대답하기를 꺼려하는 모습을 보고 그가 죽었음을 깨달은 듯했다.
20일이 되어 소노이는 바닥에서 움직일 수 없게 되었다. 이날 타카야마 쇼조가 사망하였다. 다음날인 21일 우쓰미 아키코가 얼음으로 식힌 거즈를 소노이의 얼굴에 댔을 때 "아, 기분 좋네"라고 중얼거린 것이 그의 마지막 말이 되었다. 이 날 저녁에 우쓰미 시게노리가 다카라즈카 가극단에서 보낸 퇴직금을 소노이의 머리맡에 두었다. 소노이는 눈앞의 그것을 보았지만 곧 의식을 잃었고 나카이 부부와 우쓰미 부부, 쇼조의 모습을 보러 온 타카야마 부부, 사쿠라타이 연출가 핫타 모토가 지켜보는 가운데 숨을 거두었다. 그의 나이 32세였다. 16일에는 이쓰쿠시마섬에서 마루야마 사다오가, 24일에는 도쿄에서 나카 미도리가 사망하여, 피폭을 당한 사쿠라타이 아홉 명 전원이 한 달 이내에 목숨을 잃었다.
소노이의 시신은 다음날 화장되었고, 9월 1일에 합동영결식이 열린 뒤 이와테현 모리오카시의 온류지에 매장되었다. 1952년에는 도쿄도 메구로구의 고햐쿠라칸지에 사쿠라타이 원폭수난비가 세워졌고, 1959년에는 히로시마시 평화대로에도 같은 비석이 세워졌다. 특히 고햐쿠라칸지에는 단원들의 유골도 조금씩 모셔져 있다.

### 명예의 전당
2019년 5월 "다카라즈카 가극의 전당"의 현창자에 포함되었다. 이것은 2014년 다카라즈카 가극 100주년 때 100명, 2016년 네 명에 이어 105번째로 "명예의 전당"에 헌액된 것이다. 5월 31일부터 다카라즈카 대극장 내 "다카라즈카 가극의 전당"에서 유품인 부채와 고바야시 이치조가 보낸 편지, 무대 출연 당시의 사진이 전시되었다.

## 인물

### 연기에 대한 평가

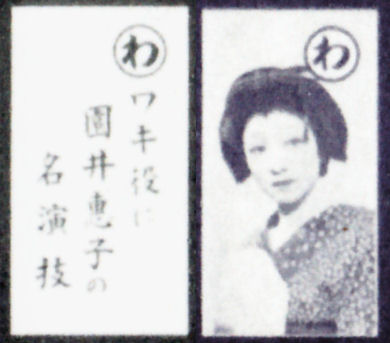
"다카라즈카 그래프" 1937년 12월호에 게재된 '다카라즈카 이로하 가루타'. "와키 역 소노이 케이코의 명연기"라고 표기되어 있다.

다카라즈카 가극에서는 희극적인 역할이 많아서 "니마이메한(二枚目半)으로는 다카라즈카 제일", "산마이메(三枚目)의 대가"라는 평을 받았다. 그러나 "가극"의 편집장 마루오 조켄에 따르면 당시의 다카라젠느는 산마이메로 불리는 것을 꺼려 소노이 또한 "제 산마이메는 니마이메(二枚目)에 가깝다"라고 득의양양하게 말하며, 스스로를 위로하는 경향이 있었다고 한다.
연출가 히사마츠 잇세는 그의 연기를 이야기하며 "다카라즈카의 무대에 얼굴을 꾸민 젊은이 수백 명, 예능에 숙달한 자, 가리지 않고 연기할 자는 많지만, 깊은 맛으로 눈에 띄지 않을 정도의 연출 속에 저력이 깃든, 그러나 품위를 잃지 않는 연기는 아주 적다. 그 적은 사람들 중 한 명에 꼽히는 것이 소노이 케이코다"라고 평하였다. 또한 기쿠타 가즈오는 문예 아사히의 다카라즈카 50주년 특집에서 소노이 이후로 그의 연기력을 능가하는 사람은 한 명도 나오지 않았다고 하였다. 당시부터 그의 연기가 "다카라즈카적"인 연극은 아니었다고 여겨지며, 스즈키 히코지로는 후에 신게키로 전향한다는 소식을 듣고 "예풍으로 말미암아 나는 그것이 당연하다고 생각하였고, 그 길로 가야만 그녀의 천분이 완전히 꽃필 것으로 기대하였다"라고 말하였다.
연습도 게을리 하지 않은 그는 다카라즈카 시절 "라일락 타임"에 출연하게 되면서 숙소 뒤에서 밤마다 연습에 열중한 나머지 강물에 빠지게 되어 큰 소리로 도움을 청하였지만, 연습하는 소리로 착각하여 아무도 도와주지 않았다는 일화가 있다. 구라쿠자에서도 "신게키의 리얼한 기초적 훈련이 부족함"을 자각하여 밤낮을 가리지 않고 홀로 연습에 매진하였다고 한다. 상술한 것처럼 이나가키 히로시는 소노이를 "연기에 열성을 가진 사람"이라고 평하였다. 또한, 나카이 부부의 편지에는 "그 사람은 자신의 결점을 스스로 잘 알고 있었습니다. 그리고 영화에서는 그 결점이 나타나는 법이라는 것도 잘 알고 있었습니다. 그 사람만큼 자신의 연기에 큰 자신을 가지면서, 자신의 연기에 겁이 많은 사람은 없다, 라고 생각하였습니다"라고 적혀있다.

### 신체상의 특징

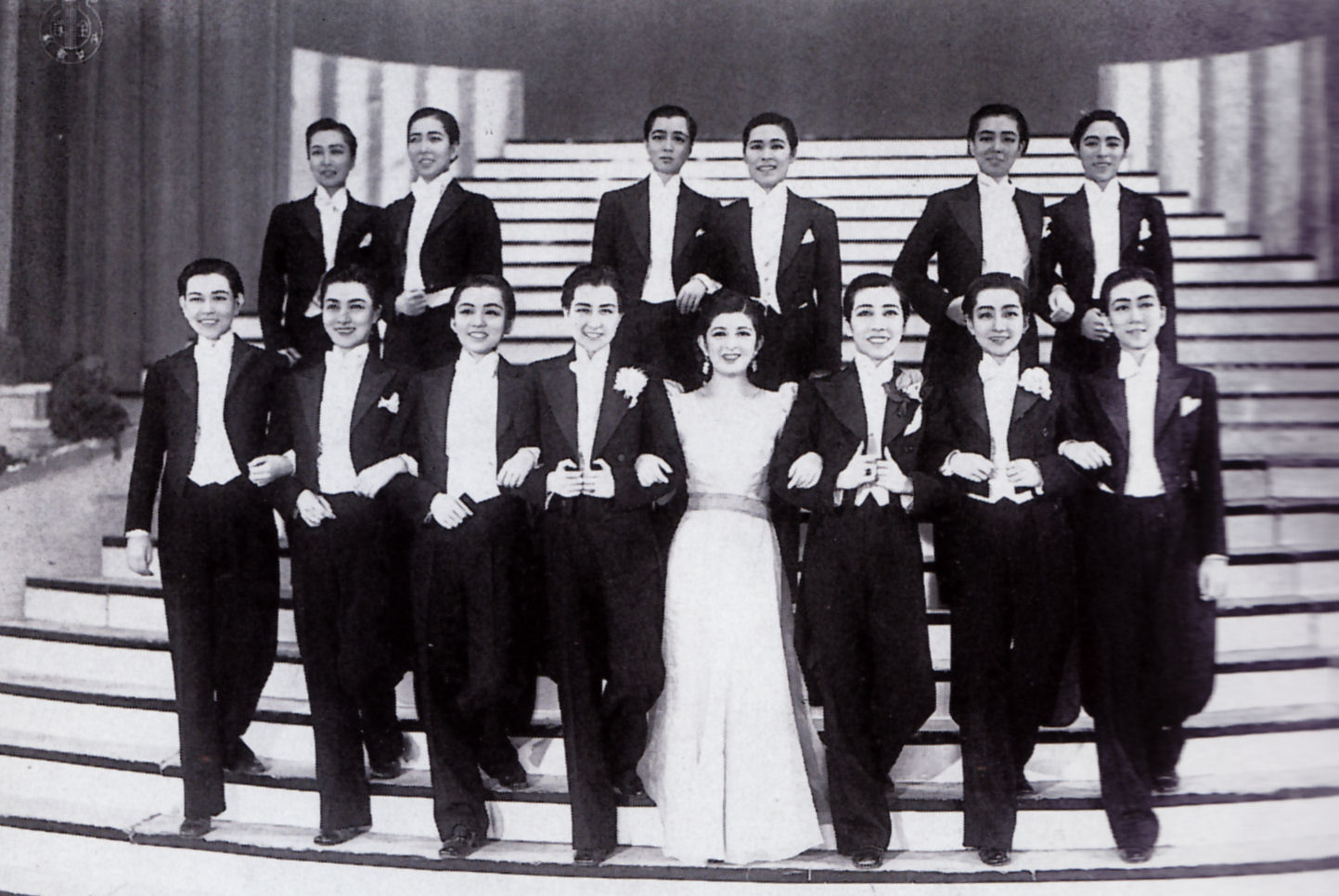
애독자 대회 다카라즈카 행진곡(1939년), 오른쪽에서 두번째가 소노이 케이코이며, 다섯 번째는 카스가노 야치요

소노이 케이코의 키는 155cm였다. 당시에는 남자 역으로는 약간 작고 여자 역으로는 약간 크다고 여겨져서 소노이는 "결국 산마이메, 노인 역 등이 나에게 맞다"라며 스스로를 평가하였다.
또한, "지카메"(チカメ)라고 부르는 사람이 있을 정도로 매우 심한 근시였는데, 소노이는 그 정도를 10이라고 말하였고 이는 가장 심각한 수준의 근시에 해당한다. 친지들이 찾아와도 바로 앞에 오기 전까지 못 알아볼 정도였지만 안경을 벗을 때 눈을 자주 깜박이는 모습이 산마이메로서 그녀 특유의 유유하고 털털한 매력이 돋보인다는 평을 받기도 하였다.

### 인간 관계

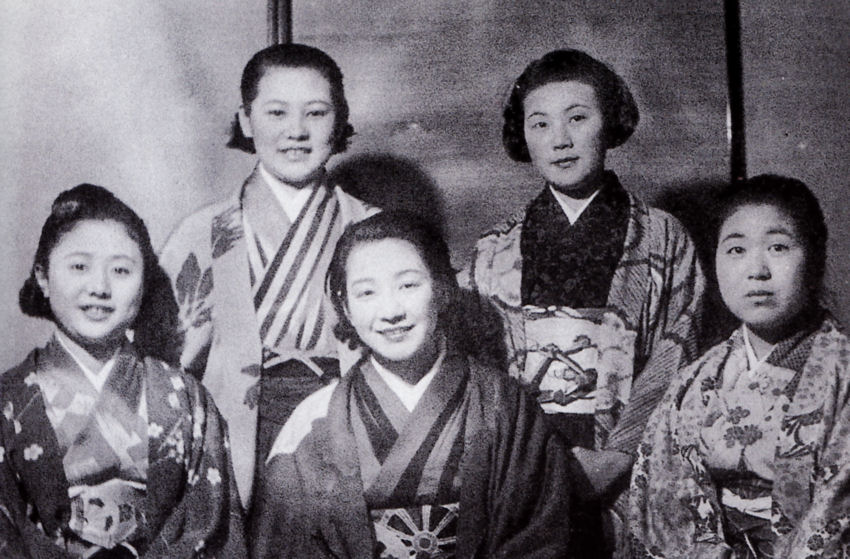
다카라즈카 시절, 왼쪽부터 오토와 노부코, 아키라 아이코, 소노이 케이코, 가코 마치코, 나카이 미치코

다카라즈카 시절 특히 친한 동기생은 야시로 케이코와 사쿠라 히사코였다. 또한, 후배인 가코 마치코는 그의 남편 우쓰미 시게노리에 따르면 "소노이씨를 가장 추앙했던 사람"으로, 그로 인해 소노이의 임종 또한 지켜보게 되었다. 또한, 소노이는 마지막 가극 무대에서 자신이 쓰던 가발을 카스가노 야치요가 맡아줄 것을 부탁했고, 가스가노는 1946년 "인어공주"에서 이 가발을 착용하였다.
소노이가 역할 모델로 삼은 배우는 무호마츠의 일생의 출연 계기를 마련해준 사요 후쿠코로, "당신의 연기는 사요를 닮았다"라고 한마디하면 무엇이든 줄 정도로 기분이 좋아졌다고 한다. 또한 학생 시절부터 누님 배우로 알려진 후시미 나오에의 광팬으로, 후시미의 흉내를 자주 내었다고 한다.
소노이가 롯코의 어머니라고 부르고 사모하여 마지막까지 의지하였던 나카이 시즈는 오타루고등여학교 시절 선배였다. 남편인 나카이 요시오는 오타루상공학교 출신으로 고베 제강에 근무하였으며 나중에는 계열사인 신코 전기의 사장을 지냈다. 소노이가 도쿄에 체류하는 동안 신세를 졌던 가와사키 나쓰는 오타루고등여학교의 전 교사로, 시즈의 소개로 만나 소노이의 능력을 인정하고 대우하여 적잖은 영향을 주었다고 한다. 사쿠라타이의 사무장 마키무라 고키치는 소노이에게 다카라즈카 시절 이야기는 한 번도 듣지 못했지만 가와사키의 이야기를 듣지 않은 날이 없었고, 일거수일투족마다 가와사키의 가르침을 따랐다고 술회하였다. 또한, 도쿄 체류시에 전직 의원이자 음식의 대가로 알려진 기노시타 겐지로의 보살핌도 받았는데, 양녀로 여길 정도로 마음에 들어 하였다고 한다.
소노이에게 연인이 있었는 지에 대해서는 불분명하지만, 홋카이도의 목장 주인과 혼담이 오간 적은 있었다. 야시로 케이코에 의하면 음악가극학교 시절에 성악 담당이었던 스도 고로(이후 일본공산당 참의원 의원)를 동경하고 있었지만, 스도가 사상 문제로 검거된 이후부터는 그에 대해 언급하지 않았다고 한다.

### 신앙
소노이 케이코는 다니구치 마사하루가 창시한 우파 종교단체 생장의 집의 신자였다. 사쿠라 히사코에게도 생장의 집의 서적인 "생명의 실상"을 읽으라고 권하였고, 종종 인생론과 인간론에 대해 말했는데 때때로 두 시간 넘게 이야기한 적도 있다고 한다. 사쿠라는 연예게에서 은퇴 후 출가하여 오가사와라 니치오(小笠原日凰)로 이름을 정하고 일련종의 몬제키지인 즈이류지의 제13세 몬제키가 되었지만, "종교적 인연의 계기는 하카마부터였을 지도 모른다"라고 말하였다. 또한, 종교적 신앙과는 다르지만 아버지 세이기치가 가르쳐준 "극락은 지옥의 밑바닥을 뚫은 곳에 있다"라는 말을 좌우명으로 삼아 세이기치가 병사한 뒤로 하루에 한 번씩은 꼭 되뇌였다고 한다.

## 사후
소노이 사후 40년인 1985년 10월, 고향인 이와테현에 본사를 둔 민영방송 IBC 이와테 방송의 라디오 프로그램 "여름의 레퀴엠~여배우 소노이 케이코와 "사쿠라타이"의 기록"이 방송되었고, 쇼와 60년 민간방송 연맹상 교양 프로그램 부문 최우수상을 수상하였다.
1989년에는 이와테현 마쓰오무라에서 마을 창립 100주년 기념 사업의 일환으로 소노이의 자료전과 영화 "무호마츠의 일생", "사쿠라타이 흩어지다"의 감상회를 개최하였으며, "소노이 케이코 자료집 - 원폭이 앗아간 미완의 대여배우"를 편찬하였다.
1991년 8월 5일 NHK "현대저널 원폭을 몰랐던 여배우 소노이 케이코의 전쟁"(오시하라 구니코, 이케다 세이지, 마키무라 고키치, 오오메마 히로미 등 출연)을 방송하였다.
1994년 5월 18일, 마쓰오무라가 소노이를 포함한 향토 자료를 소장하는 문화 시설 만남문화전승관을 건설하고 기념 행사를 개최하였다.
소노이 사후 50년이 되는 1995년에는 소노이가 어린 시절을 지낸 이와테현 이와테마치(전 가와구치무라)의 유지가 중심이 되어 이와테 소노이 케이코 현창회가 발족하였다.
1996년 이와테현민회관 대홀에서, 류 케이코(다카라즈카 가극단 48기생)의 사무소가 주최한 "소노이 케이코 메모리얼 콘서트"가 개최되었다. 다카라 도모코, 모리 게아키, 오우라 미즈키, 다카라키 메리, 모리나 미하루가 출연하였다. 같은 해 나카노 제로 홀에서 소노이 현창비 건립을 위한 자선 콘서트를 개최하였고, 아사카 준, 세가와 가에, 센쥬 히카루, 마오리 유키 등이 출연하였다. 같은 해 8월 25일에는 같은 지역 내외에서 설립 비용을 협찬받아 다카라즈카 음악가극학교 당시 소노이의 모습을 형상화한 청동상이 가와구치 12-10의 "이와테마치 일하는 부인의 집" 부지 내에 완성되어 소노이의 모교와 이와테마치 설립 가와구치 초등학교의 어린이 등의 손으로 제막되었다.
2010년 4월 20일, 같은 마을에서 "소노이 케이코 65주기 기념 행사 실행위원회"가 조직되었으며, 같은 해 8월 20일 이와테현민회관 중홀에서 미노루 코, 모리나 미하루 등 소노이의 다카라즈카 가극단 후배 전 단원과 히로시마 피폭 체험자 등이 출연한 추도 행사 "원폭에 흩어진 미완의 대여배우 소노이 케이코 - 지금, 구전하는 그 순간(시간)"이 개최하였다. 이와테초 내에서도 7월 21일부터 8월 22일까지 같은 마을 유하스 교류관에서 소노이 케이코 자료전 등이 개최되었다. 그리고 이 현장이 같은 해 9월 8일 19시부터 IBC 이와테 방송의 텔레비전 프로그램 "지금, 구전하는 그 순간~원폭에 흩어진 미완의 대여배우 소노이 케이코"라는 제목으로 55분 분량이 방송되었다.
2013년 7월 22일에는 효고현 다카라즈카시의 솔리오 홀에서 신도 가네토 감독의 "사쿠라타이 흩어지다"와 1936년 당시 소노이의 무대를 담은 영상 "팔리아치"가 상영되어 후원자였던 나카이 미치코 등의 관계자 토크가 이어졌다.
2019년 옛 보금자리였던 다카라즈카 가극단의 "다카라즈카 가극의 전당"의 전형으로 전당에 입성하였다. 소노이는 전당에 헌액된 다카라젠느 중에서 최연소 사망자로, 유일하게 전재사한 인물이 되었다.

### 이와테현 축제

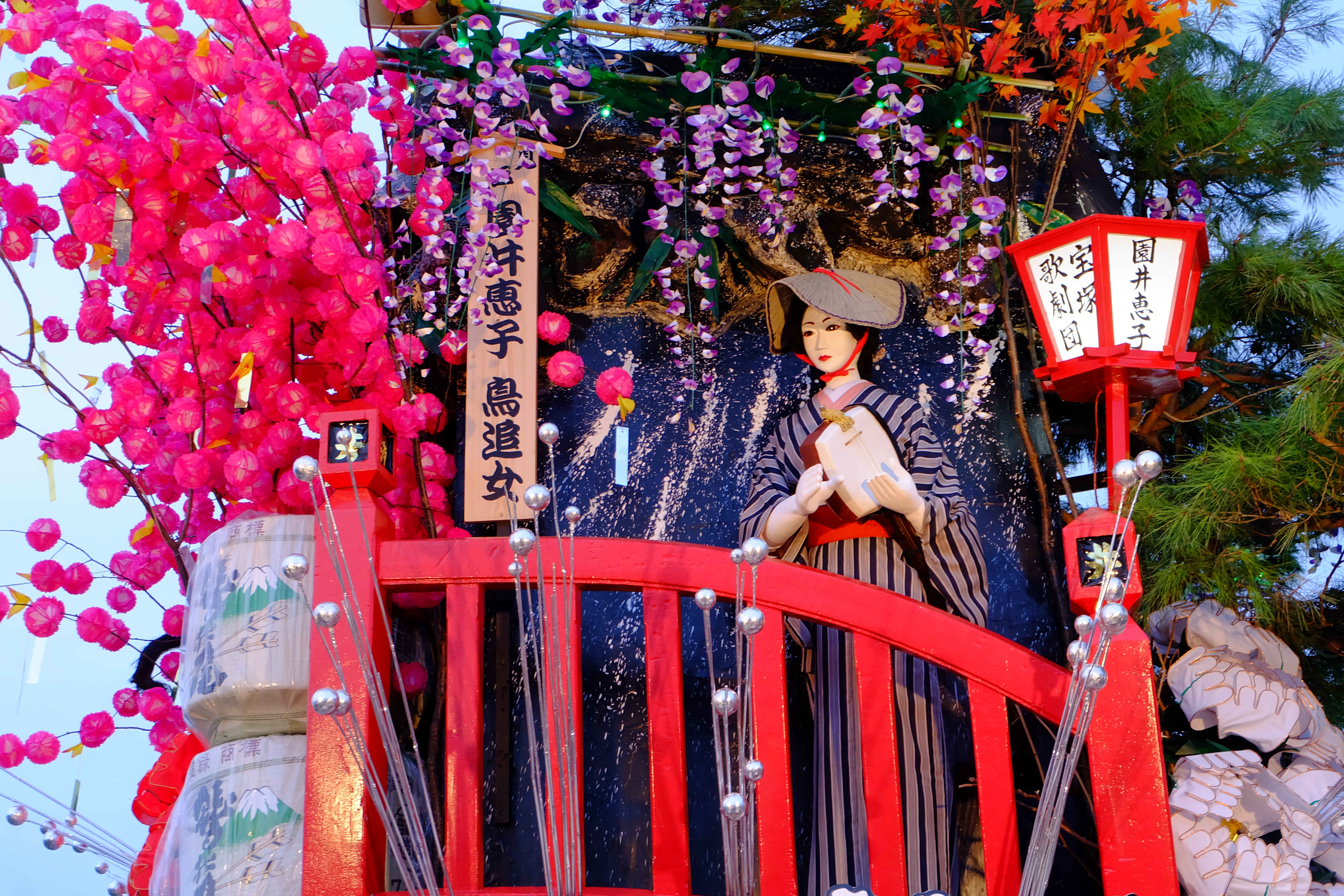
2019년에 이와테정 가와구치에서 전시된 수레 소노이 케이코의 새를 쫓는 여자

이와테현 이와테마치 가와구치에서 매년 9월 열리는 가와구치 도요시로 이나리 신사 가와구치 마쓰리에서는 세 대의 남부 풍류 수레를 운영하여 매년 다양한 역사 속 인물이나 가부키를 테마로 한 인형을 장식하는데, 그 중에서 사카이다 후타츠모리, 구사케타 지구가 제작하는 이구미에서는 1999년부터 "원폭으로 흩어진 미완의 여배우 소노이 케이코"라는 제목을 붙여 소노이를 닮은 인형에 다양한 기모노를 입히거나 북을 치게 하고, 배경에 거대한 잉어를 넣는 등, 매년 다른 방식으로 장식하고 있다.

## 출연 작품
- "국군여학생"(軍國女學生, 1938년, 다카라즈카 영화)
- "산과 소녀"(山と少女, 1938년, 다카라즈카 영화)
- "설앵초"(雪割草, 1939년, 다카라즈카 영화, 원작 시라이 데쓰조)
- "남십자성"(南十字星, 1941년, 다카라즈카 영화)
- "무호마츠의 일생"(無法松の一生, 1943년, 도호)

## 관련 작품
평전, 전기, 논픽션
- 에즈 하기에 "사쿠라타이 전멸 - 어느 극단의 원폭 순난기", 미라이사, 1980년 1월 - 논픽션
- 센와 히로유키 "흘러가는 구름을 벗삼아 소노이 케이코의 생애", 파부후루, 2020년 7월 - 평전, 전기, 논픽션

영화
- 신도 가네토 감독, "사쿠라이타이 흩어지다" 1988년 제작, 에즈의 작품을 각색하였으며, 미키 다카코가 소노이를 연기하였다.
- 오바야시 노부히코 감독, "해변의 영화관 - 키네마의 다마테마코" 2020년 개봉, 도기와 다카코가 소노이를 연기하였다.

희곡
- 이노우에 히사시, "가미야정 사쿠라 호텔", 1997년 초연, 신국립극장 개장 기념 공연 초연에서 소노이 역은 미타 가즈요로, 여러 번 재연하였으며 여성 역이지만 다카라즈카 OG 모리나 미하루도 소노이를 연기하였다.

## 참고 문헌
- 岩手県松尾村 (1991). 《園井恵子・資料集 - 原爆が奪った未完の大女優》.
- 稲垣浩『ひげとちょんまげ - 生きている映画史』中央公論社、1981年 ISBN 978-4122008304
- 稲垣浩 (1978). 《日本映画の若き日々》. 毎日新聞社.
  - 稲垣浩 (1983). 《日本映画の若き日々》. 中央公論社. ISBN 978-4122010376.
- 菊田一夫; 佃公彦「園井恵子の引き抜き」『文芸朝日』第3巻第4号（1964年4月号）、朝日新聞社. 95– 97頁
- 江津萩枝 (1980). 《櫻隊全滅: ある劇団の原爆殉難記》. 未来社. ISBN 978-4624410322.
- 津金澤聰廣; 近藤久美 (2006). 《近代日本の音楽文化とタカラヅカ》. 世界思想社. ISBN 978-4-7907-1173-5.
- 八田元夫 (1965). 《ガンマ線の臨終: ヒロシマに散った俳優の記録》. 未来社. doi:10.11501/1672496.

### 주해
1. ↑  가부키극 "세상 물정에 밝은 사람의 횡설수설"(与話情浮名横櫛)의 주인공인 요사부로가 다른 세력가의 첩이자 자신의 연인인 토미(오토미)와 불의의 사고로 헤어진 이후에 시간이 흘러 토미의 집에서 우연히 마주한 뒤 말한 대사 가운데 일부인 '토미씨에게, 아니 토미야, 오랜만이구나(お富さんへ、イヤサお富、久しぶりだなあ)'에서 따온 것이다.
2. ↑  다카라즈카 음악학교는 2년제이며 예과생은 일반 학교의 1학년에 해당한다. 학년이 올라가면 2학년에 해당하는 본과생이 된다.
3. ↑  본 작품은 "해전"으로 추정된다.[17] 쓰키지 소극장의 "괘선"이 21세기에까지 연극계에서 금기시되고 있었다는 야나기 미와의 설명이 있다.[18] 또한, 츠키지 소극장을 오타루에 초빙한 것은 프롤레타리아 문학작가 고바야시 다키지였다.[19]
4. ↑  상술한 신게키의 거점인 쓰키지 소극장을 말한다.
5. ↑  오타루고녀동창회 간사이지부장으로,[55] 요점은 고교 OB의 소노이 후원회였다. 히로시마 문단에서도 언급된다.
6. ↑  소노이와 마루야마 사다오.
7. ↑  소노이가 사숙하고 있던 가와사키 나쓰
8. ↑  나카이 시즈는 소노이가 롯코의 엄마라고 불렀던 인물로,[70][71] 상술한 바처럼 오타루고녀의 선배이자 후원자였다.[55]
9. ↑  이때 핫타는 산고자에 부탁하여 여배우 두 명을 데리고 왔는데, 그 중 한 명인 모로오카 치에코가 2012년 마이니치신문 기사에서 산증인으로 취재에 응하였다.[71]
10. ↑  그 전까지는 사호 미요코(41세)였다.
11. ↑  다카라젠느 중 전재사한 인물로는 소노이 이외에 이토이 시다레, 기요미 요시코가 있다.

### 출전
1. ↑  親会社（阪急）のプレスリリース (2019年)に拠る。 “「宝塚歌劇の殿堂」の顕彰者に宝塚歌劇団卒業生の園井恵子さんが新たに加わります”. 《@press》. 2019년 4월 16일. 2020년 1월 31일에 확인함.
2. 1 2  資料集 1991, 302쪽.
3. 1 2 3 4  資料集 1991, 1–5쪽.
4. 1 2  津金澤 & 近藤 2006, 151쪽.
5. 1 2  資料集 1991, 113–114쪽.
6. 1 2  資料集 1991, 146–149쪽.
7. 1 2 3  資料集 1991, 65–71쪽.
8. ↑  資料集 1991.
9. 1 2  芳賀, 登 (1993), 《日本女性人名辞典》, 日本図書センター, 611쪽
10. 1 2 3 4  盛内, 政志 (December 1980). 《日本映画俳優全集女優編》. 《キネマ旬報》. 388–389쪽.
11. 1 2  資料集 1991, 310쪽.
12. ↑  資料集 1991, 206쪽.
13. ↑  資料集 1991, 209쪽.
14. ↑  資料集 1991, 119쪽.
15. 1 2 3 4  資料集 1991, 98–103쪽.
16. ↑  資料集 1991, 29–31쪽.
17. 1 2  井上 & 小森 2003、『座談会昭和文学史』174頁[21]; 「すばる」 20 (4), 1998年[22]より再掲。
18. ↑  《From contemporary art to theater, the artistic quest of Miwa Yanagi》 (PDF), 国際交流基金, 2013년 9월 2일, 6쪽, 2021년 8월 6일에 원본 문서 (PDF)에서 보존된 문서, 2021년 6월 23일에 확인함
19. 1 2  倉田稔 (1998년 8월 31일). 《昭和初期, 多喜二の文学上の営為》. 《小樽商科大学人文研究》. 56–57쪽.
20. 1 2 3  資料集 1991, 222–224쪽.
21. ↑  井上ひさし; 小森陽一 (2003). 《座談会　昭和文学史二》. 集英社. 174쪽.
22. ↑  大笹吉雄; 今村忠純; 井上ひさし; 小森陽一 (1998). 《座談会昭和文学史(6)昭和戦中期までの演劇と戯曲--劇作家の言葉と仕事》. 《すばる》 20. 170, 198쪽.
23. ↑  横溝幸子 (1965年7月1日). 《インタビュー 南美江》. 《悲劇喜劇》 37. 90쪽.
24. 1 2  資料集 1991, 311쪽.
25. ↑  津金澤 & 近藤 2006, 156쪽.
26. 1 2 3  資料集 1991, 122–124쪽.
27. 1 2  資料集 1991, 312쪽.
28. 1 2 3  津金澤 & 近藤 2006, 153쪽.
29. 1 2 3 4  資料集 1991, 106–108쪽.
30. ↑  資料集 1991, 204–205, 214, 222–224쪽.
31. 1 2  資料集 1991, 214쪽.
32. ↑  資料集 1991, 324–331쪽.
33. ↑  津金澤 & 近藤 2006, 155쪽.
34. ↑  高峰秀子 (1980). 《わたしの渡世日記》. 朝日新聞社. 263쪽.
35. ↑  菊田一夫「園井恵子の引き抜き」『文芸朝日』1964年4月号、pp. 95–97
36. ↑  菊田一夫「園井恵子の引き抜き」『文芸朝日』1964年4月号、pp. 95–97
37. ↑  資料集 1991, 150쪽.
38. 1 2  資料集 1991, 24–25쪽.
39. ↑  “園井恵子　「生誕百年祭」”. e-いわてまち.ねっと（岩手県岩手郡岩手町）. 2013年12月19日에 원본 문서에서 보존된 문서. 2015年2月2日에 확인함.
40. 1 2 3 4 5 6 7 8  資料集 1991, 293–297쪽.
41. ↑  手塚, 治虫 (1997). 《手塚治虫エッセイ集 6》. 手塚治虫漫画全集 395. 講談社. 12쪽.; 手塚, 治虫 (1990). 《手塚治虫とっておきの話》. 新日本出版社. 18쪽.
42. ↑  竹村, 民郎 (2007). 《「阪神間モダニズム」における大衆文化の位相--宝塚少女歌劇と手塚治虫の漫画に関連して6》 [An aspect of mass culture in 'Hanshin-kan modanizumu']. 《二松学舎大学東アジア学術総合研究所集刊》 37. 18–22쪽.
43. ↑  小林一三. “宝塚生い立ちの記”. 青空文庫. 2014年5月18日에 원본 문서에서 보존된 문서. 2015年2月2日에 확인함.
44. ↑  資料集 1991, 16–17쪽.
45. ↑  栗坪良樹 (2001). 《女神--稲垣浩『無法松の一生』(映画) (境界を越えて--恋愛のキーワード集)》. 《國文學 : 解釈と教材の研究》 46. 68–70쪽.;『知っ得恋愛のキーワード集』 、2008年に再掲。
46. 1 2  稲垣 1981, 110–112쪽
47. 1 2  稲垣 1978, 171–172쪽.
48. 1 2  梯久美子 (2009). 《昭和の遺書: 55人の魂の記録》. 文藝春秋. ISBN 978-4-16-660713-6.
49. 1 2  稲垣 1978, 171쪽.
50. ↑  資料集 1991, 164쪽.
51. ↑  稲垣 1981, 110–112쪽
52. 1 2  資料集 1991, 236쪽.
53. 1 2 3 4 5 6 7  江津 1980, 24–27쪽.
54. ↑  資料集 1991, 156–158쪽.
55. 1 2  津金澤 & 近藤 2006, 154쪽.
56. ↑  資料集 1991, 137–138쪽.
57. ↑  資料集 1991, 239–240쪽.
58. 1 2  資料集 1991, 257–260쪽.
59. ↑  江津 1980, 33쪽.
60. 1 2 3 4 5  江津 1980, 40–43쪽.
61. ↑  資料集 1991, 143–144쪽.
62. 1 2  江津（1980）pp. 44–45
63. ↑  江津 1980, 67쪽.
64. ↑  江津 1980, 169쪽.
65. ↑  江津 1980, 48쪽.
66. 1 2 3 4 5  資料集 1991, 342–346쪽.
67. ↑  江津 1980, 57–58쪽.
68. 1 2  江津 1980, 60–61쪽.
69. ↑  江津 1980, 55쪽.
70. ↑  八田 1965, 105쪽.
71. 1 2 3  広岩近広 (2012년 3월 13일). “平和をたずねて：原爆非命　桜隊は問う／６　空爆後の神戸で再会”. 《毎日新聞 大阪》.
72. ↑  八田, 元夫; 中井, 志ず; 内海, 明子 (1969).  東京12チャンネル報道部, 편집. 《原爆・ヒロシマの証言》. 《証言・私の昭和史 5 終戦前後》 (学芸書林). 101–119쪽.
73. ↑  津金澤 & 近藤 2006, 158쪽.
74. ↑  Hatta 1965, 100–101쪽.
75. ↑  広岩近広 (2012년 4월 10일). “平和をたずねて：原爆非命　桜隊は問う／１０　死しても女優であり続け”. 《毎日新聞 大阪》.
76. ↑  資料集 1991, 251쪽.
77. 1 2  江津 1980, 9–10쪽.
78. ↑  “被爆死の元ジェンヌ、「歌劇の殿堂」入り　園井恵子さん”. 《아사히 신문》. 2019년 5월 28일. 2022년 4월 9일에 원본 문서에서 보존된 문서. 2019년 10월 19일에 확인함.
79. ↑  “被爆死の元ジェンヌ、「歌劇の殿堂」入り　園井恵子さん”. 《朝日新聞》. 2019년 5월 28일. 2022년 4월 9일에 원본 문서에서 보존된 문서. 2019년 10월 19일에 확인함.
80. ↑  “宝塚歌劇殿堂入りした園井恵子さんの展示品公開始まる　１０５人目の顕彰者”. 《데일리 스포츠》. 2019년 5월 31일. 2019년 10월 19일에 확인함.
81. ↑  資料集 1991, 130쪽.
82. 1 2  菊田一夫「園井恵子の引き抜き」『文芸朝日』1964年4月号、pp. 95–97
83. 1 2  資料集 1991, 262쪽.
84. 1 2  資料集 1991, 245쪽.
85. ↑  資料集 1991, 254쪽.
86. ↑  資料集 1991, 47–48쪽.
87. 1 2  資料集 1991, 96쪽.
88. ↑  “園井恵子　「生誕百年祭」”. e-いわてまち.ねっと（岩手県岩手郡岩手町）. 2013年12月19日에 원본 문서에서 보존된 문서. 2015年2月2日에 확인함.
89. ↑  資料集 1991, 120쪽.
90. 1 2  資料集 1991, 289쪽.
91. ↑  “中井義雄 - 鈴木商店から神戸製鋼所に転じ、機械工業界の振興に尽力”. 鈴木商店記念館. 2015年2月11日에 원본 문서에서 보존된 문서. 2015年2月11日에 확인함.
92. 1 2  資料集 1991, 191쪽.
93. 1 2  資料集 1991, 206–207쪽.
94. ↑  “IBC受賞番組一覧”. IBC岩手放送. 2014年10月13日에 원본 문서에서 보존된 문서. 2015年2月11日에 확인함.
95. ↑  “園井惠子像”. e-いわてまち.ねっと（岩手県岩手郡岩手町）. 2013年8月25日에 원본 문서에서 보존된 문서. 2015年2月2日에 확인함.
96. ↑  “現代ジャーナル 原爆とは知らず　女優・園井恵子の戦争”. NHKアーカイブス. 2011年11月21日에 원본 문서에서 보존된 문서. 2015年2月11日에 확인함.
97. 1 2 3  “園井惠子像”. e-いわてまち.ねっと（岩手県岩手郡岩手町）. 2013年8月25日에 원본 문서에서 보존된 문서. 2015年2月2日에 확인함.
98. ↑  “流けい子 芸歴”. 株式会社オフィス・ケイ. 2010年4月22日에 원본 문서에서 보존된 문서. 2015年2月11日에 확인함.
99. ↑  e-いわてまち.ねっと[깨진 링크]
100. ↑  “園井恵子没後 65年記念イベント企画書”. e-いわてまち.ねっと（岩手県岩手郡岩手町）. 2013年8月25日에 원본 문서에서 보존된 문서. 2015年2月2日에 확인함.
101. ↑  「原爆で亡くなった元タカラジェンヌ 未公開の映像上映」아사히신문2013年7月24日付
102. ↑  “「宝塚歌劇の殿堂」顕彰者の選出について”. 宝塚歌劇団. 2019年5月15日에 확인함.
103. ↑  “岩手県岩手町川口 川口まつり”. 2018年12月11日에 확인함.